# Горбівський район
Горбівськи́й (Горби́нський) райо́н — адміністративно-територіальна одиниця УСРР з центром у селі Горби, утворена 7 березня 1923 у складі  Кременчуцької округи із Горбівської і Святилівської волостей Кременчуцького повіту та Криворудської волості Хорольського повіту Полтавської губернії. Займав площу 448 верст² з населенням 30 174 особи.
Кількість сільрад скоротилася з 25 до 12. Станом на 7 вересня 1923 року район складався з таких сільрад: Бурімська, Галицька, Горбівська, Гриньківська, Жуковська, Кир’яківська (Кирияківська), Криворудська (с. Казенна Крива Руда), Кулішівська, Липівська, Святилівська, Сергіївська, Стовбувахівська, загальна чисельність населення яких становила 32 729 осіб.  
У березні 1928 року Кременчуцький окружний виконавчий комітет вніс на розгляд Центральної адміністративно-територіальної комісії (ЦАТК) проект нового районування округи. 
2 липня 1928 ЦАТК схвалила проект нового районування Кременчуцької округи. 28 серпня 1928 Мала президія ВУЦВК затвердила рішення ЦАТК про реорганізацію Кременчуцької округи, в силу якого Горбівський район було розформовано, а його територію розподілено між Глобинським, Градизьким, Жовнинським та Семенівським районами.